# Driehuizen (Meierijstad)
Driehuizen (Veghels dialect: Driehuis) is een buurtschap  in de Noord-Brabantse gemeente Meierijstad.

## Ligging
De buurtschap Driehuizen is gelegen ten noordwesten van de kern Veghel boven het dorp Mariaheide. Driehuizen ligt aan de autosnelweg A50, bij afrit 12 (Veghel-Noord).
Het ter plaatse gelegen viaduct over de A50 was oorspronkelijk Driehuizen genoemd. In juni 2020 is het viaduct omgedoopt naar de op 31 augustus 2006 tijdens de Task Force Uruzgan omgekomen kapitein-vlieger bij de Koninklijke Luchtmacht Michael Donkervoort.
Ten noordwesten van Driehuizen stroomt het beekje de Leigraaf, een zijtak van de Aa

## Geschiedenis
Een oude ontginning is de Hooge Akker die mogelijk uit de vroege Middeleeuwen dateert. Niet ver van Driehuizen ligt de buurtschap 't Ven, dat een van de oudst bewoonde plaatsen in de gemeente Veghel vormt. Driehuizen ontstond in latere tijd als heideontginning, wat de benaming Hei Akker (landerijen rondom Driehuizen) bevestigd. De buurtschap is tot op de dag van vandaag klein gebleven. In 1906 werd Driehuizen bij de nieuwe parochie van Mariaheide gevoegd.

## Ontwikkelingen
Momenteel wordt het gebied Driehuizen door de A50 doorsneden, waardoor er een herinrichting van het gebied heeft plaatsgevonden. Bij Driehuizen wordt het landschap nog bepaald door oude laanbeplanting en verkaveling.
Woonplaatsen: Erp · Schijndel · Sint-Oedenrode · Veghel

Dorpen: Boerdonk · Boskant · Eerde · Keldonk · Mariaheide · Nijnsel · Olland · Wijbosch · Zijtaart

Bedrijventerreinen: De Amert · De Dubbelen · Doornhoek · Oude Haven      Havengebied: Veghel-Haven

Buurtschappen: Achterste Hermalen · Beukelaar · Bolst · Borne · Bus · De Bus (Schijndel) · De Bus (Sint-Oedenrode) ·  De Haag · Dijk · Dorshout · Driehuizen · Eerschot · Elde · Everse · Ham · Havelt · Hazelberg · Hermalen · Het Schoor · Heuvel · Heuvelberg · Hoek · Hoeves · Hoogebiezen · Houterd · Hurkske · Jekschot · Kapeleind · De Kempkens · Kilsdonk · Koevering · Kraanmeer · Kremselen · Lagebiezen · De Laren · Lieseind · Looieind · Meijldoorn · Middegaal · Morsche Hoef · Mosbulten · Oetelaar · Rijkerbeek · Vernhout · Zondveld · Zwijnsbergen

Noord-Brabant: Steden en dorpen      Nederland: Provincies · Gemeenten